# Scirtothrips albus
Scirtothrips albus är en insektsart som först beskrevs av Jones 1912.  Scirtothrips albus ingår i släktet Scirtothrips och familjen smaltripsar. Inga underarter finns listade i Catalogue of Life.